# صموئيل أرنولد
صموئيل أرنولد (بالإنجليزية: Samuel Arnold) هو سياسي أمريكي، ولد في 1 يونيو 1806 في هادام في الولايات المتحدة، وتوفي في 5 مايو 1869. حزبياً، نشط في الحزب الديمقراطي. وقد انتخب عضو مجلس نواب كونيتيكت وانتخب عضو مجلس النواب الأمريكي.